# George Green
George Green (n. 14 iulie 1793 – d. 31 mai 1841) a fost un matematician și fizician englez.
Este cunoscut pentru contribuțiile pe care le-a adus în domeniul teoriei electromagnetismului.
A studiat matematica încă din tinerețe ca autodidact, iar la 40 de ani s-a înscris la Universitatea din Cambridge pe care a absolvit-o în 1838, devenind profesor la Colegiul Caius din Cambridge.

## Contribuții
A lucrat în domeniul calcului diferențial și integral, a stabilit integralele de suprafață și volum, legătura dintre integrala curbilinie și cea dublă, ulterior utilizate în fizica matematică.
A introdus noțiunea de potențial.
A aplicat analiza matematică în domeniul teoriei electricității.
Astfel, cea mai însemnată lucrarea a sa este An Essay on the Application of Mathematical Analysis to the Theories of Electricity and Magnetism (Un eseu asupra aplicării analizei matematice la teoria electricității și a magnetismului) pe care a publicat-o în 1828.
Aici, pentru rezolvarea ecuațiilor diferențiale, introduce conceptul de câmp de potențiale și ceea ce ulterior va fi denumit funcția lui Green.
Green a mai scris câteva lucrări privind aplicațiile analizei matematice în domenii ale fizicii ca: optică, acustică, dinamica fluidelor.
Concepte matematice ca: teorema lui Green (de la teoria integralelor duble), funcția lui Green (a unui operator diferențial), matricea lui Green (pentru ecuațiile diferențiale ordinare) îi poartă numele.